# Sapeken (plaats)
Sapeken is een bestuurslaag in het regentschap Sumenep van de provincie Oost-Java, Indonesië. Sapeken telt 14.033 inwoners (volkstelling 2010).